# Kælderhals
En kælderhals er en delvist åben trappenedgang til en kælder. Kælderhalse har altid adgang til det fri og ikke til en entré eller opgang. De øverste trin er normalt ikke overdækkede.
Navnet opstår fordi kælderåbningen sammenlignes med halsen på en slagtet fugl (trinnene er knoglerne og skindet når ikke helt op til at dække over de øverste trin.)